# Alejandro Granados (cyclisme)
Pour les articles homonymes, voir Granados.
Granados  Bonilla est un nom espagnol. Le premier nom de famille, en général paternel, est Granados ; le second, en général maternel, souvent omis, est Bonilla.
Alejandro Granados Bonilla, né le 31 août 2004, est un coureur cycliste costaricien.

## Biographie
Alejandro Granados est né dans le canton de Pérez Zeledón. Il vient au cyclisme en 2018, vers l'âge de quatorze ans. Sa sœur Alondra pratique elle aussi ce sport. Bon grimpeur, il se fait remarquer lors de la saison 2022 en terminant troisième de la version juvénile du Tour du Costa Rica. 
En 2023, il devient champion du Costa Rica espoirs. Il remporte également le titre national dans le contre-la-montre par équipes, avec une équipe locale. La même année, il participe à ses premières compétitions en Europe, sous les couleurs d'un club navarrais. Pour ses débuts en Espagne, il obtient plusieurs tops dix dans des courses basques. Il finit notamment meilleur jeune du Tour de Navarre. Au mois de septembre, il se présente au départ des championnats du monde espoirs avec la délégation costaricienne.  
Lors de la saison 2024, il conserve son titre de champion national en ligne. Dans la péninsule ibérique, il se classe troisième du Tour de Castille-et-León amateurs, ou encore sixième de la Subida a Gorla. Il décroche par ailleurs divers accessits dans des épreuves inscrites au calendrier de la Coupe d'Espagne amateurs. En décembre, il s'impose sur la deuxième étape du Tour du Costa Rica. 

## Palmarès et résultats

### Par année
- 2022
  - 3e de la Vuelta al Porvenir
- 2023
  -  Champion du Costa Rica sur route espoirs
  -  Champion du Costa Rica du contre-la-montre par équipes
  - 3e de la Clásica Andrey Amador
  - 3e du championnat du Costa Rica du contre-la-montre espoirs
- 2024
  -  Champion du Costa Rica sur route espoirs
  - 2e étape du Tour du Costa Rica
  - 3e du championnat du Costa Rica du contre-la-montre espoirs
  - 3e du Tour de Castille-et-León amateurs
  - 3e du Tour du Costa Rica
- 2025
  - 3e du Tour de Navarre

### Classements mondiaux
| Année            | 2023 | 2024 |
| ---------------- | ---- | ---- |
| UCI America Tour | 360e | 87e  |